# Maniakov grad
Maniakov grad (italijansko il castello Maniace) je trdnjava v mestu Sirakuze na vzhodni obali Sicilije. Stoji na južni konici otoka Ortigia, kjer je  staro mesto Sirakuze.

## Zgodovina
Sedanja trdnjava gradu je bila zgrajena med letoma 1232 in 1240 v obdobju Friderika II. Pred njo je tukaj stala trdnjava bizantinskega vojaškega voditelja Georgia Maniaka. Leta 1038 mu je uspelo osvojiti Sirakuze za normanske vladarje, ki so ga za to plačali. Sirakuze so bile prej v arabskih rokah. Leta 1704 je v trdnjavski smodnišnici nastala eksplozija in uničila velik del trdnjave. Njena zunanja stran  je bila skoraj vedno ohranjena, zgornja nadstropja pa so bila v 17. stoletju odstranjena. Od leta 2004 je po prenovi znova odprta za obiskovalce, saj je bilo ukinjeno vojaško območje v pristanišču v Sirakuze.

## Arhitektura
Grad se dviga nad kvadratnim tlorisom. Na vsakem vogalu je okrogel stolp. Notranjost je sestavljena iz ene same, velikanske dvorane, katere strop je bil podprt z velikimi rebrastimi oboki, ki počivajo na velikih stebrih. Stebri so okronani z izredno bogato kiparsko okrašenimi kapiteli (delno ohranjeni), ki so edinstveni v posvetni arhitekturi srednjega veka v vsem Sredozemlju. Presenetljiva je podobnost rebrastih obokov s cistercijanskim samostanom Clairvaux. Na vzhodni zunanji strani je bila odkrita majhna niša, ki ustreza islamskemu molitvenemu prostoru v mošeji. Namen tega prostora je še vedno nejasen. Prvotno je imela trdnjava eno ali dve nadstropji, ki sta imeli vertikalno razmerje celotnega kompleksa podobno donžonu. Danes na splošno prevladuje vtis, da je posledica obnove med špansko prevlado v južni Italiji kot v mnogih srednjeveških (staufovskih) gradovih, da so zgornja nadstropja porušili, da bi zagotovili prostor za topove. Take so tudi utrdbe gradu Castel del Monte in pristaniške utrdbe v Catanii in Augusti.
Trdnjava je bila zgrajena na polotoku, od koder bi lahko popolnoma zaščitili vhodni pristan v Sirakuzah. Trdnjava ni bila le vojaški garnizon, temveč med vladavino Friderika II. tudi kraljeva palača.
Vreden ogleda je portal iz obdobja Staufovcev, ki sta ga spremljala dva antična kipa ovnov iz 4. stoletja pr. n. št. ob straneh. En bronast oven je v Arheološkem muzeju v Palermu, drug je bil uničen v nemirih leta 1848. Nad portalom je španski grb iz 16. stoletja.